# Никелино
Никелѝно (на италиански: Nichelino; на пиемонтски: 'l Nic'lin, Ъл Никълин) е град и община в Метрополен град Торино, регион Пиемонт, Северна Италия. Разположен е на 229 m надморска височина. Към 1 януари 2020 г. населението на общината е 47 508 души, от които 2947 са чужди граждани.